# موسى الشبيري الزنجاني
موسى الشبيري «الحسيني» الزنجاني (بالفارسية: موسی شبیری زنجانی) مواليد 30 مارس 1928 في قم. هو أحد المقلدين الشيعة الإيرانيين، إذ كان أحد المراجع السبع الذين قدمتهم جمعية معلمي الحوزة في قم بعد وفاة محمد علي أراكي، لكنه رفض قبول السلطة لفترة طويلة. لا يدفع الرسوم الدراسية للطلاب في قم. كما أنه لم يقم بإنشاء موقع على شبكة الإنترنت لمكتبته حتى منتصف 2013 لكنه لم ينشر سيرته الذاتية. حتى عام 1998، لم يكن قد نشر أطروحة تشرح القضايا، وهذه العوامل جعلته أقل شعبية بين الجمهور.

## مسيرته
ولد في قم، ووالده أحمد شبيري الزنجاني. درس في حوزة قم على يد السيد حسين البروجردي ومحقق داماد، وكذلك في حوزة النجف على يد السيد أبو القاسم الخوئي، والسيد محسن الحكيم، والسيد عبد الهادي الحسيني الشيرازي. يقيم حاليًا ويُدرّس في حوزة قم. وهو خبير رائد في نظام علم الرجال، الذي يسعى إلى إصدار حكم أصيل وفعال على مصداقية رواة الحديث. يقود الصلاة في ضريح فاطمة معصومة.